# Пражский Земмеринг
Пражский Земмеринг (чеш. Pražský Semmering) — 8-километровый участок железнодорожной ветки, соединяющей Смиховский вокзал и Гостивице. Находится в Праге, построен в 1868—72 годах компанией «Буштеградская железная дорога» (чеш. Buštěhradská dráha, нем. Buschtěhrader Eisenbahn).
На ветке есть участок, где подъем трассы почти достигает 180 метров. Там у Прокопской долины стоят два виадука.
Название «Пражский Земмеринг» было дано по аналогии с Земмерингской железной дорогой в Австрии, соединяющей Нижнюю Австрию с Штирией, сегодня находящейся в списке всемирного наследия ЮНЕСКО.
С июля 1872 года начались грузовые перевозки угля и лесоматериалов. С сентября было запущено пассажирское сообщение.